# Nikola VI. Zrinski
Nikola VI. Zrinski (na mađarskom: Zrínyi VI. Miklós), (Čakovec, oko 1570. – Čakovec, 24. ožujka 1625.), hrvatski velikaš iz obitelji Zrinski.

## Život
Nikola VI. Zrinski bio je sin Jurja IV. Zrinskog, glavnog kraljevskog rizničara, a unuk Nikole Šubića Zrinskog, sigetskog junaka. Njegov mlađi brat Juraj V. bio je hrvatski ban.
Boraveći pretežno na svom posjedu u Čakovcu, Nikola je živio u vrijeme kad su Turci-Osmanlije okupirali velik dio tadašnje Hrvatske, kao i susjedne Ugarske. Obnašao je visoku dužnost glavnog kapetana Zadunavlja (Transdanubije), dijela ondašnje Ugarske koji se nalazio na desnoj obali Dunava, odnosno zapadno i južno od te rijeke. Na tu je funkciju imenovan godine 1608.
Nakon smrti oca 1603. godine naslijedio je njegove znatne posjede diljem tadašnje, ratovima s Turcima već jako osakaćene Hrvatske, svedene na „ostatke ostataka“. U njegovom vlasništvu bili su Međimurje na sjeveru, zatim Vrbovec, Rakovec, Lonjica i Božjakovina u Prigorju, Medvedgrad, Šestine, Lukavec i Brezovica u okolici Zagreba, Ozalj, Ribnik, Dubovac i još neka imanja na području Karlovca, Brod na Kupi, Čabar, Gerovo i niz manjih posjeda u Gorskom kotaru, te Bakar, Grobnik, Hreljin, Grižane, Kraljevica i drugi posjedi na jadranskoj obali i zaleđu. Na tim posjedima bilo je ukupno oko trideset većih ili manjih utvrda koje su ih štitile i branile.
U Nikolinom braku s ugarskom groficom Anom Nádasdy nije bilo djece, pa je, kad je Nikola 1625. godine umro, sva imanja koja je posjedovao, prvo naslijedio njegov brat Juraj V., a nakon Jurajeve iznenadne smrti krajem 1626. godine njegovi, tada malodobni, nećaci Nikola VII. i Petar, kasniji znameniti hrvatski banovi.

## Vanjske poveznice
- Nikola – nasljednik i vjerski sljedbenik svog oca Jurja IV. Zrinskog  Arhivirana inačica izvorne stranice od 31. srpnja 2010. (Wayback Machine)
- Nikola – vlasnik Grobnika